# Giorgi Tavadze
Giorgi Tavadze, grúzul: გიორგი თავაძე (Lancshuti, 1955. június 21. –) grúz labdarúgó, hátvéd.

## Pályafutása
1976 és 1978 között a Gurija Lancshuti, 1978 és 1982 között a Dinamo Tbiliszi, 1983–84-ben a Torpedo Kutaiszi labdarúgója volt. A Dinamóval egy-egy szovjet bajnoki címet és kupagyőzelmet ért el. Tagja volt az 1980–81-es idényben KEK-győztes csapatnak.

## Sikerei, díjai
Dinamo Tbiliszi
- Szovjet bajnokság
  - bajnok: 1978
- Szovjet kupa
  - győztes: 1979
- Kupagyőztesek Európa-kupája (KEK)
  - győztes: 1980–81